# Villa granducale di Alberese
La villa granducale di Alberese si trova ad Alberese, frazione del comune di Grosseto.

## Storia
Il complesso venne edificato nel corso del XV secolo ed era originariamente la sede dell'Ordine dei cavalieri di san Giovanni di Gerusalemme; nel tardo XVI secolo venne costruita accanto al palazzo la cappella di Sant'Antonio Abate.
Nelle epoche successive il complesso divenne dimora granducale e, nel corso del XVIII secolo, subì profondi lavori di restauro che trasformarono l'antico palazzo in villa-fattoria, inglobando la chiesa nelle mura del complesso: l'aspetto attuale è dovuto a questa ristrutturazione operata dai Lorena.

## Descrizione
La villa granducale si presenta come un maestoso complesso dalle linee eleganti a tre piani, con due terrazze laterali di diversa grandezza, poste lateralmente al primo piano; la chiesa di Sant'Antonio Abate risulta incorporata tra la villa ed altri edifici che si dispongono ad L rispetto all'edificio religioso. Sul retro della chiesa si innalza la torre campanaria che mantiene la medesima semplicità dell'edificio religioso.
La chiesa viene aperta al pubblico solo la mattina della domenica delle Palme per la benedizione degli ulivi che precede la processione diretta alla vicina chiesa parrocchiale in stile neoromanico di epoca novecentesca.